# SC-SA-7
La SC-SA-7 es una carretera perteneciente a la Red de Carreteras Sin Clasificar de la Junta de Castilla y León. Se trata de la antigua travesía de Las Uces, la cual formaba parte de la  SA-314 , hasta la construcción de la circunvalación.

## Origen y Destino
La carretera  SC-SA-7  transcurre íntegramente por el término municipal de Las Uces, iniciándose en la intersección con la carretera  SA-314  en el kilómetro 9.6, y finalizando en el kilómetro 9.9 de la misma, formando parte de la Red de carreteras de Salamanca.